# Caenurgina caerulea
Caenurgina caerulea là một loài bướm đêm trong họ Erebidae.